# 国立中正大学
国立中正大学（こくりつちゅうせいだいがく、英語: National Chung Cheng University、公用語表記: 國立中正大學）は、台湾嘉義県民雄郷大学路168号に本部を置く中華民国の国立大学。1989年創立、1989年大学設置。大学の略称は中正大、CCU。
台湾版パブリック・アイビー・台湾総合大学システムの一校である。

## 概要
本学における有力な専門分野は法学、情報工学、認知言語学、地震研究、メディア研究とスポーツ科学等である。特に法学研究は台湾南部の高等教育機関の中では第1位として知られている。

## キャンパス

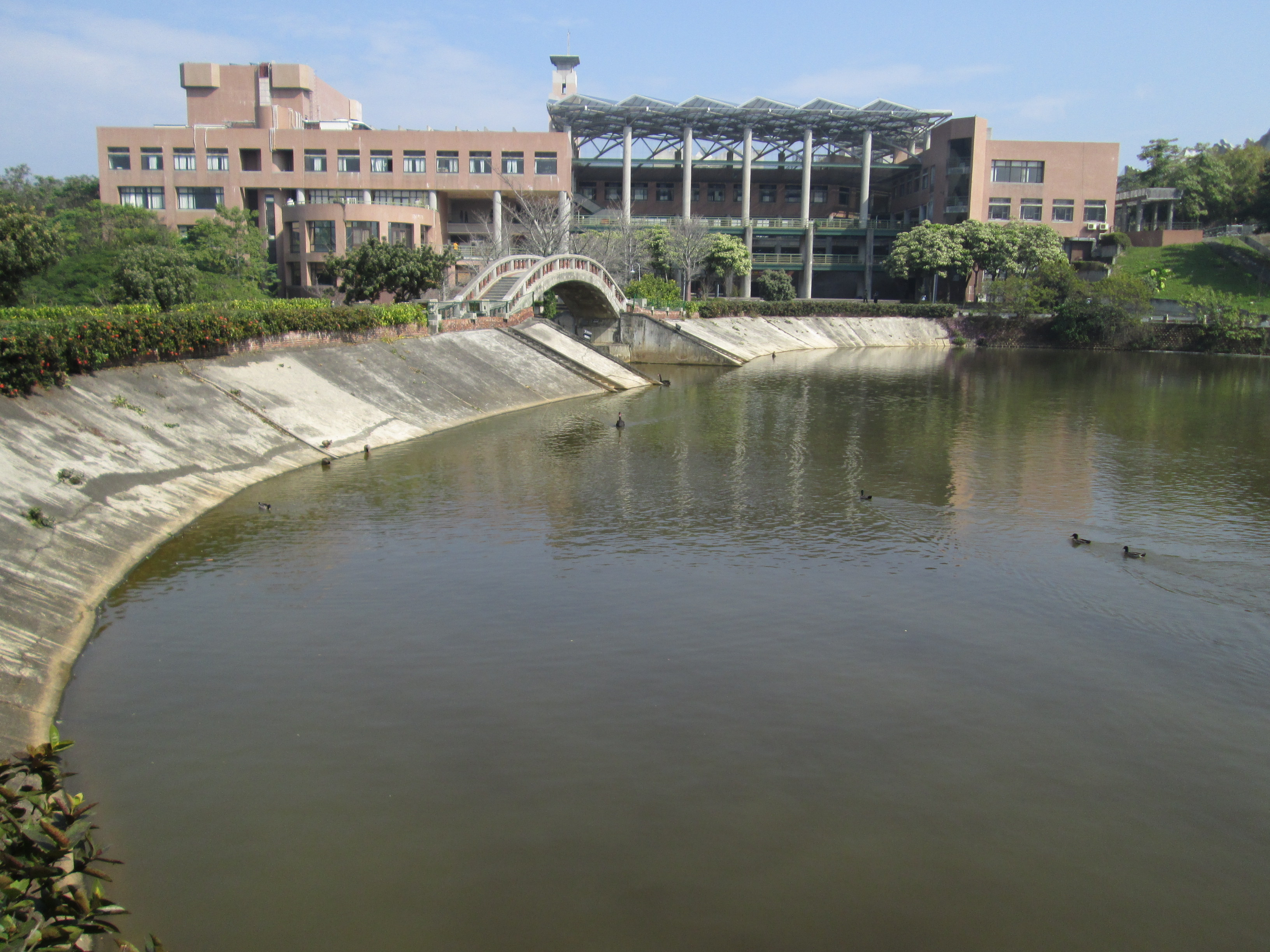
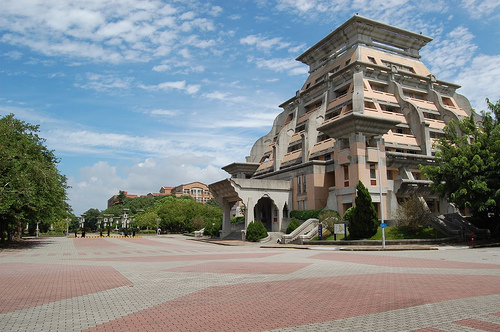
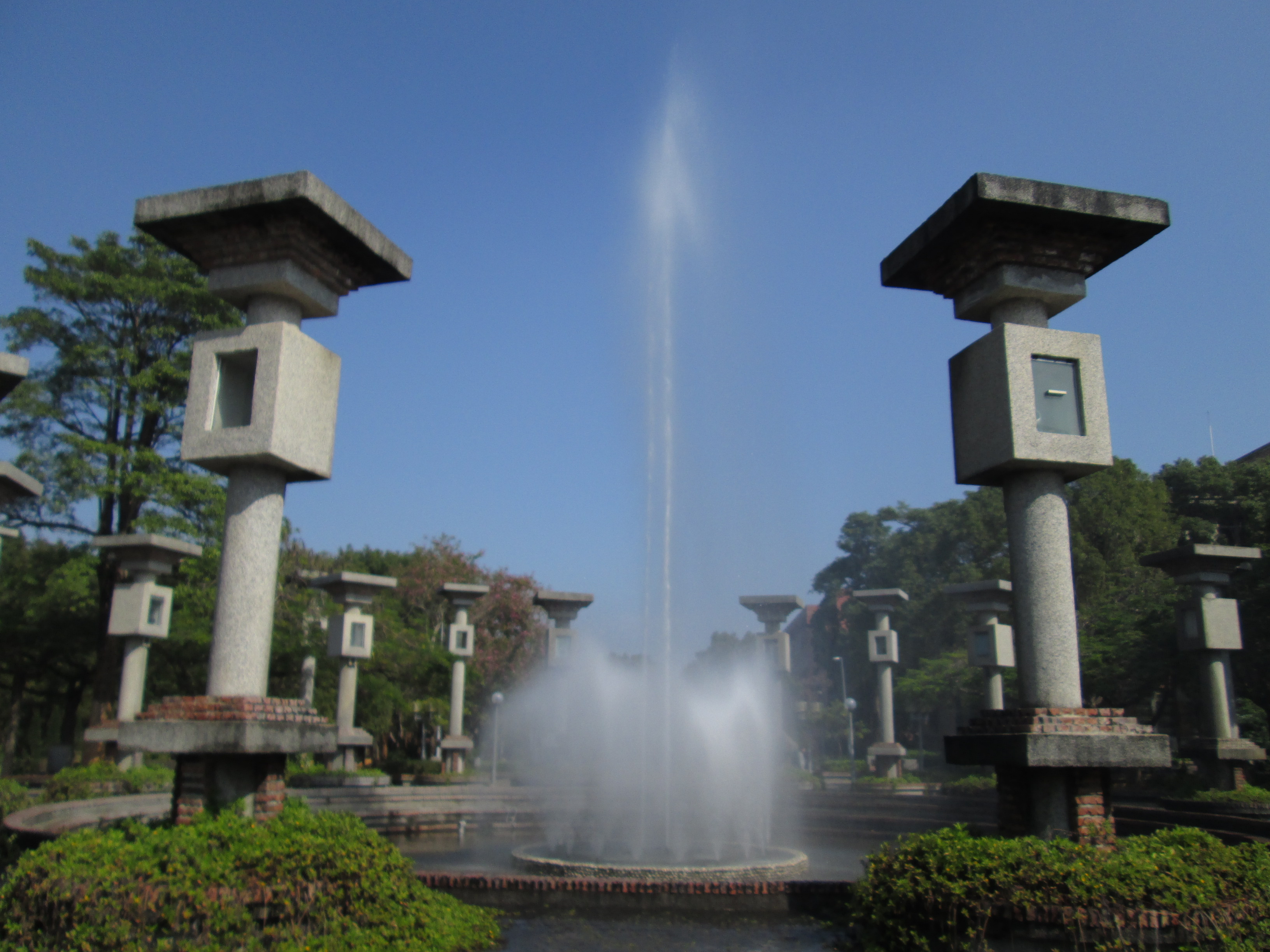
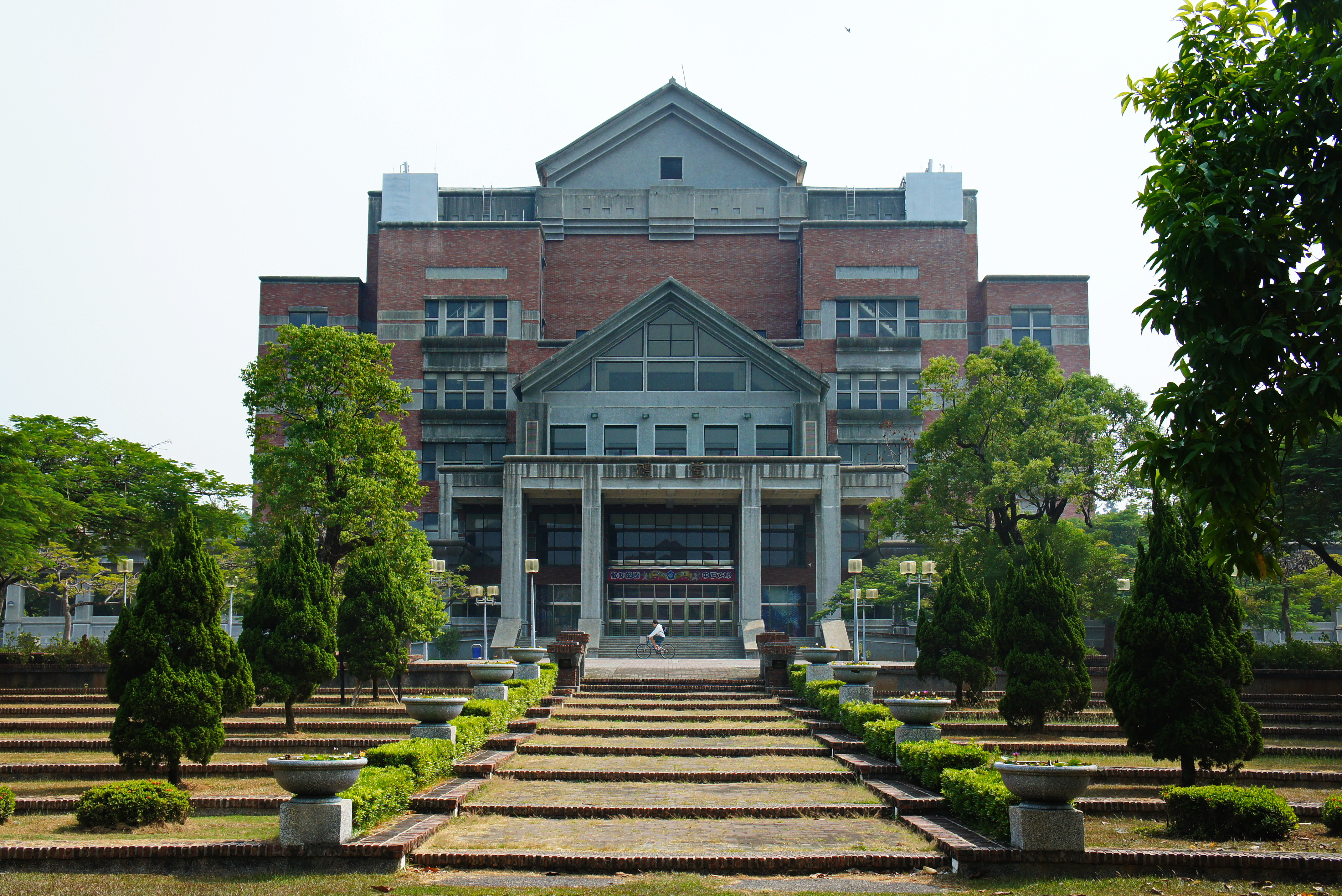
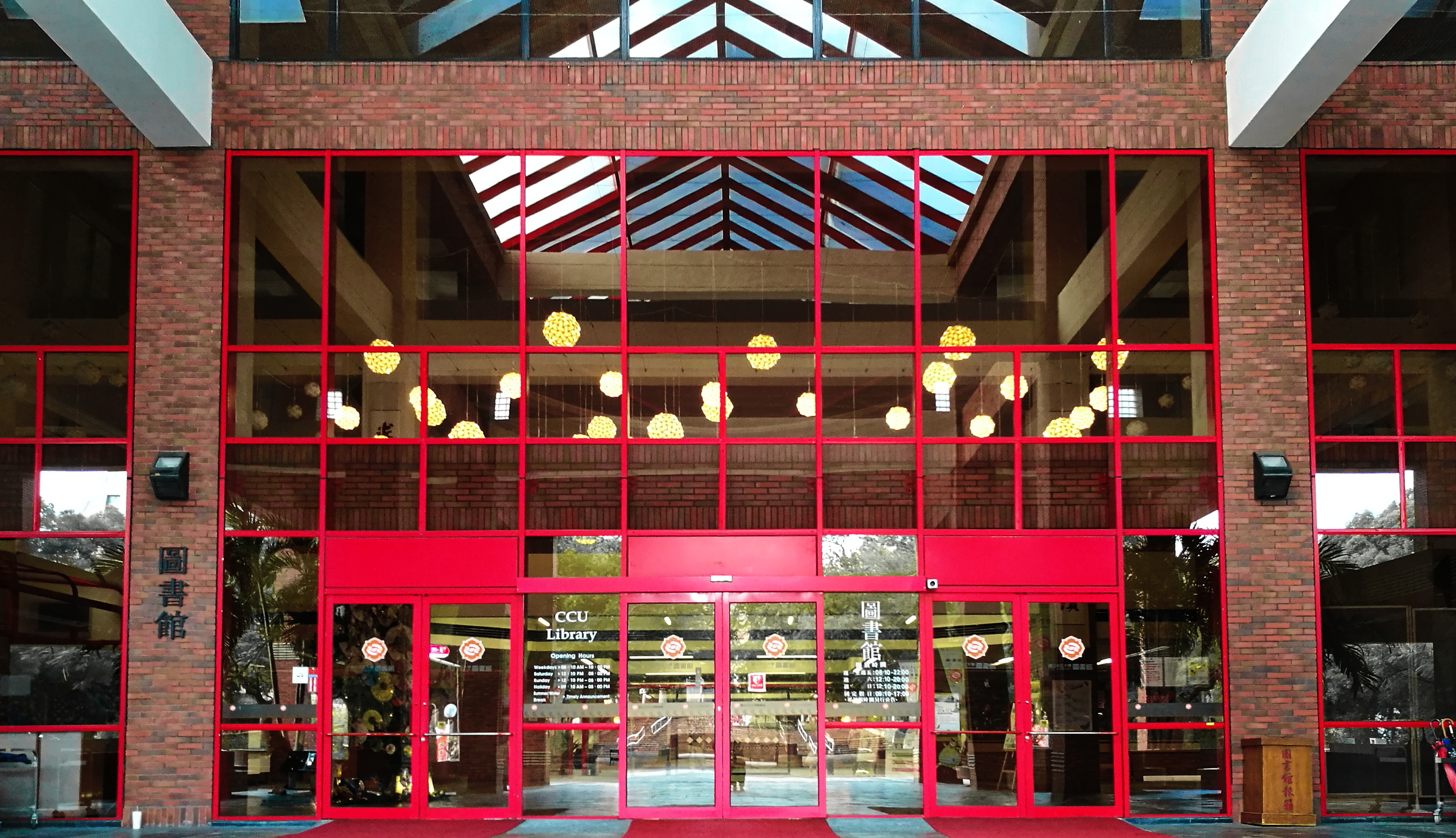
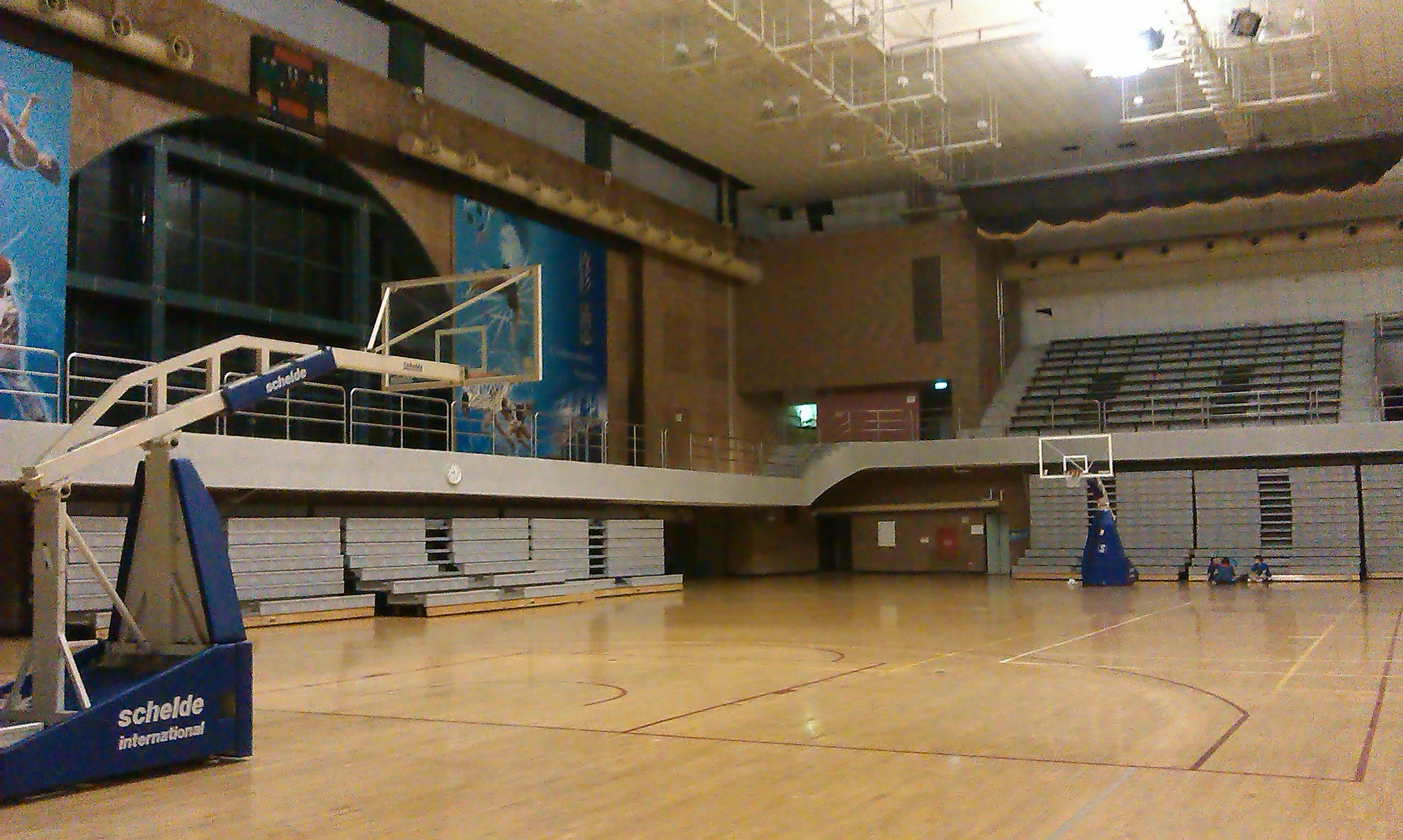
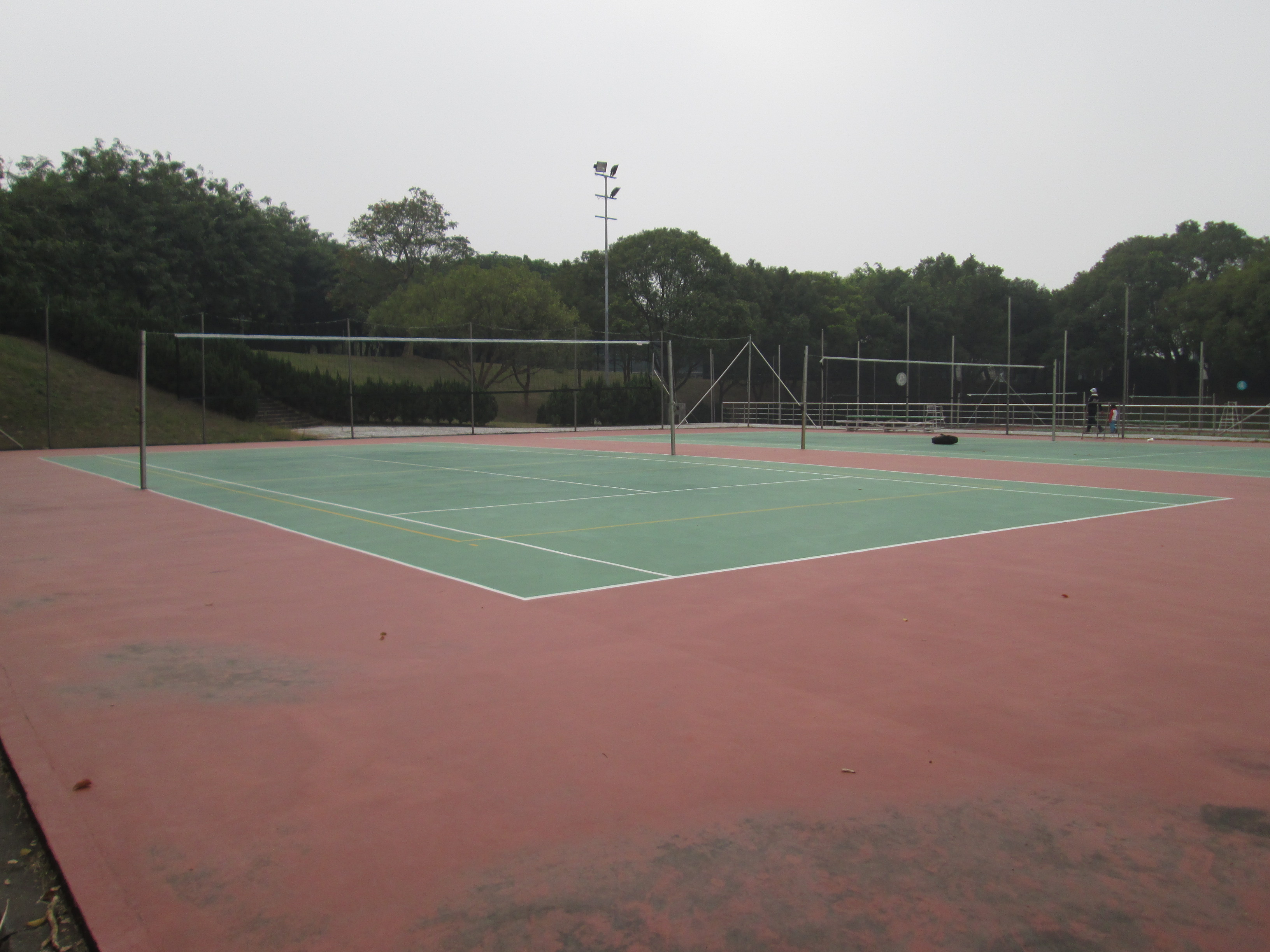
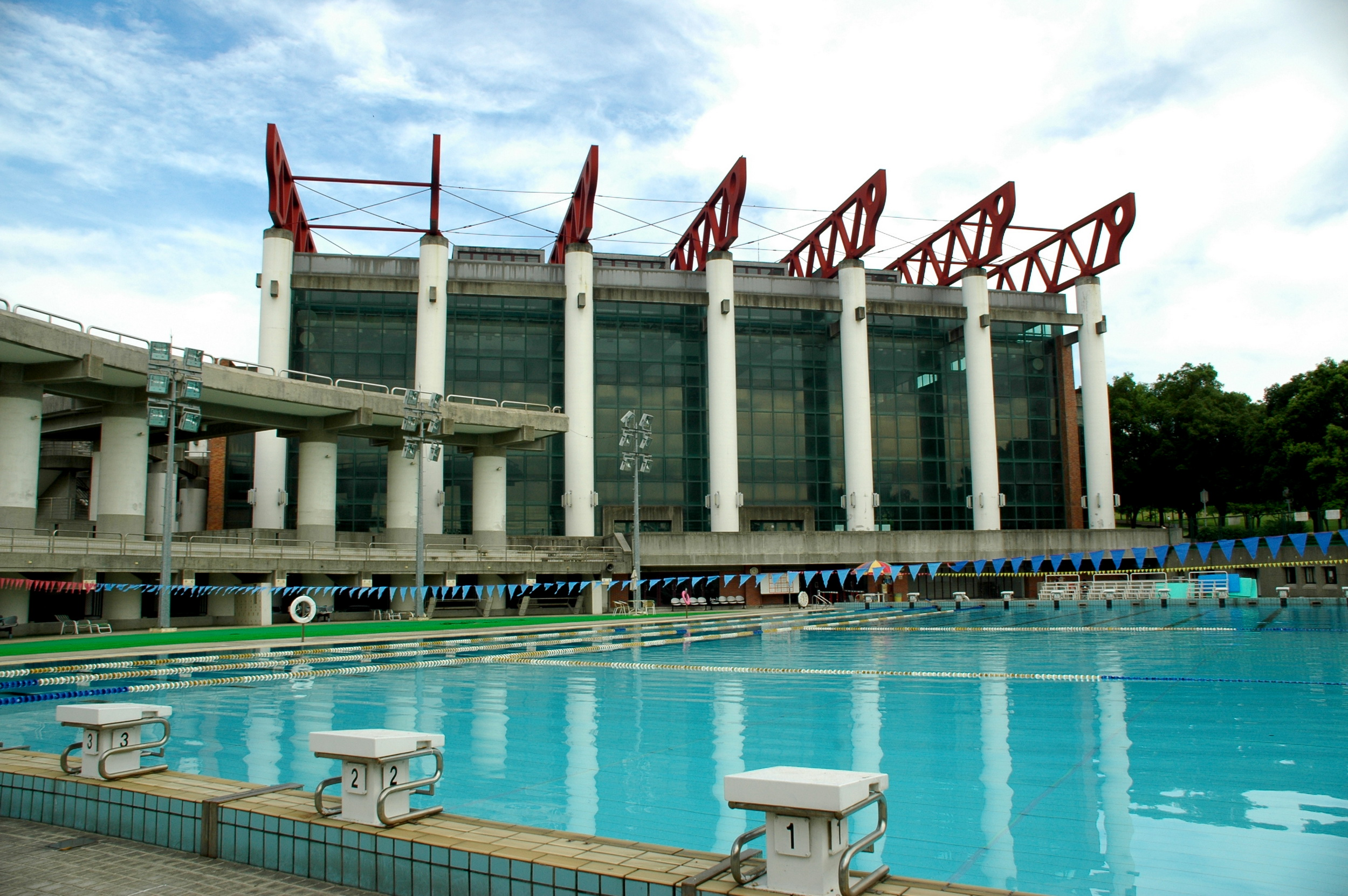
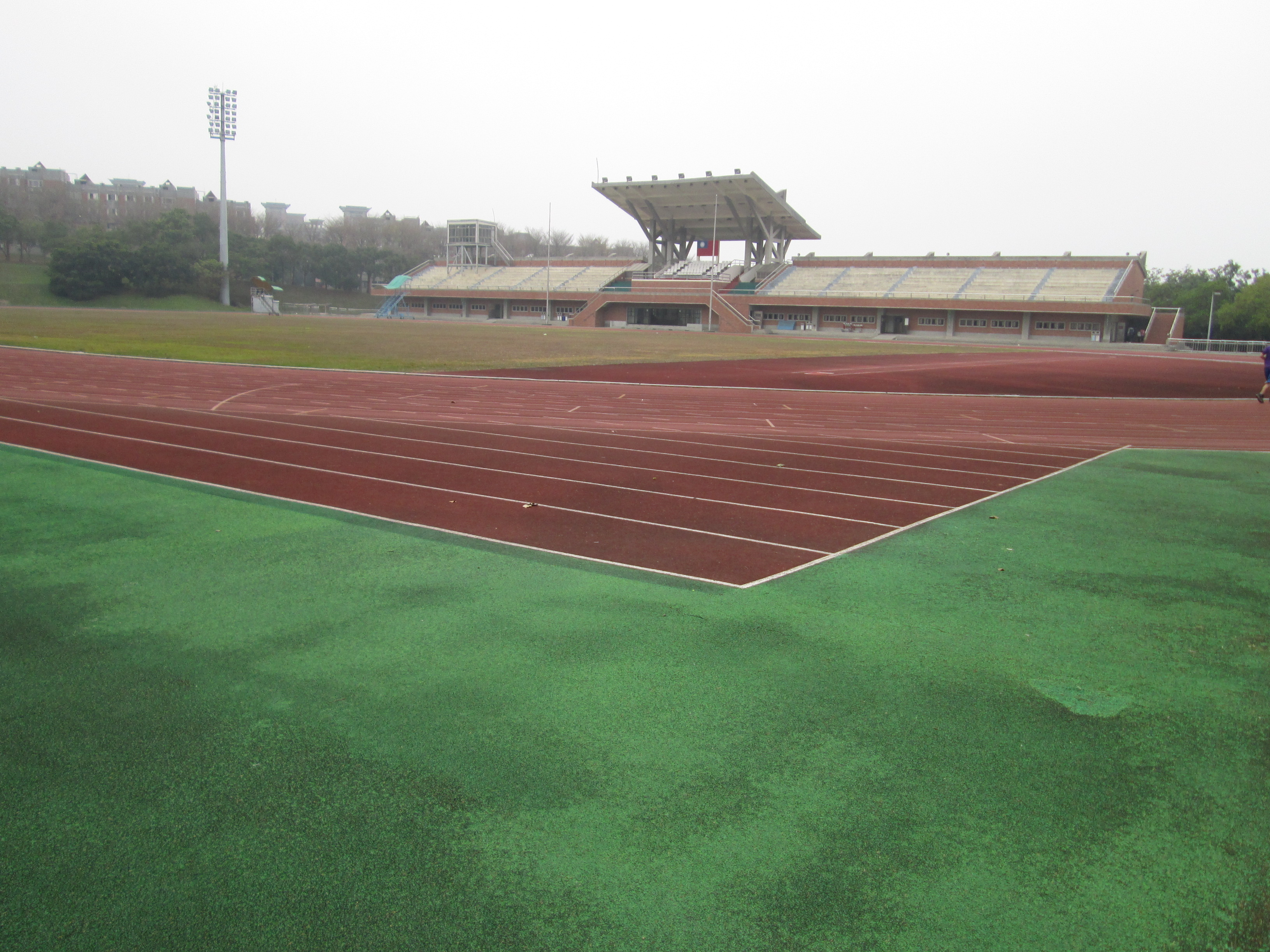
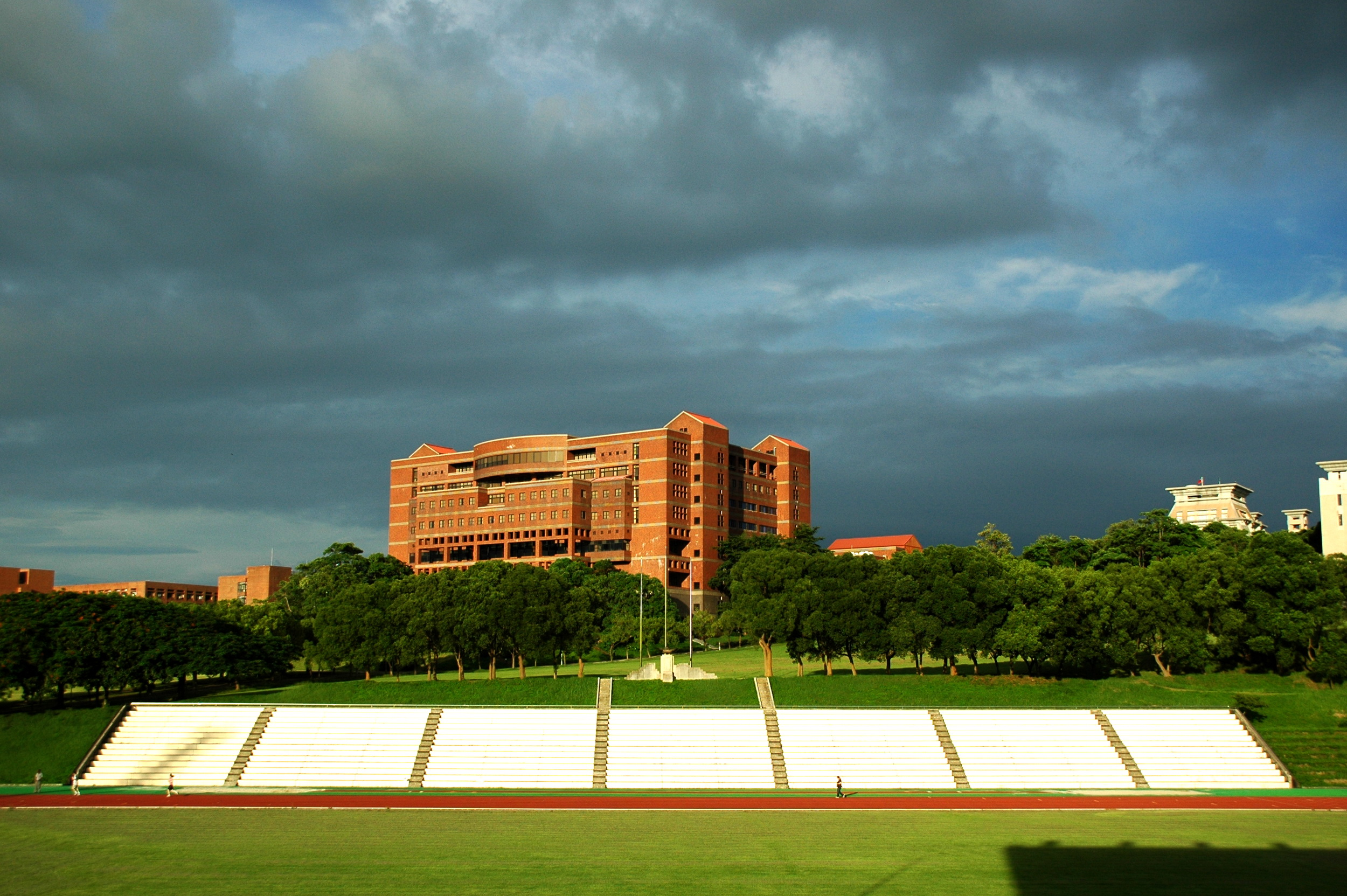

本学のキャンパスは台湾において代表的な美しい大学キャンパスとして著名であり、台湾ドラマ“流星花園〜花より男子〜”の 主な撮影地 でもあった。

## 沿革
1986年に台湾行政院の審議を通過し、嘉義地区に設置された大学である。当時副総統であった李登輝によりキャンパスを嘉義市近郊の民雄郷に定めて建設が進められ、1989年に開校した。政府主導により開校したため資金が潤沢であり、キャンパスも十分な面積を確保しており、良好な研究教育環境である。

## 組織
文学部
- 中国文学系/研究所
- 外国語文学系/外国語文学研究所/比較文学研究所
- 歴史学系/研究所
- 哲学系/研究所
- 言語学研究所
- 台湾文学研究所

理学部
- 数学系/応用数学研究所/統計科学研究所
- 地球環境科学系/応用地球物理研究所/地震研究所
- 物理学系/研究所
- 生物化學系
- 生命科学系/分子生物研究所
- 教養課程センター
- 言語センター

工学部
- 情報工学系/研究所
- 電気工学系/研究所
- 機械工学系/研究所
- 化工学系/研究所
- 通信工学系/研究所
- 光機電整合技術研究所

法学部
- 法律学系/研究所
- 財経法律学系/研究所

社会科学部
- 社会福祉学系/研究所
- 心理学系/心理学研究所/臨床心理学研究所
- 労使関係学系/労働研究所
- 政治学系/研究所
- 放送学系/デジタル放送研究所
- 戦略暨国際事務研究所

管理学部
- 経済学系/国際経済研究所
- 財務金融学系/研究所
- 企業管理学系/研究所
- 販売管理研究所
- 会計情報テクノロイー学系/研究所
- 情報管理学系/研究所
- 医療情報管理研究所
- 金融技術(修士課程)
- 国際財務金融管理(修士課程)

教育学部
- 成人生涯教育学系/研究所
- 高齡者教育研究所
- 教育学研究所
- 防犯学系/研究所
- カリキュラム研究所
- 教員養成センター
- 運動レジャー教育研究所

## 歴代学長
| 代       | 氏名              | 任期                            |
| -------- | ----------------- | ------------------------------- |
| 初代     | 林清江 教育学博士 | 1989年07月01日 - 1996年09月20日 |
| 代理校長 | 張真誠 工学博士   | 1996年09月21日 - 1997年10月20日 |
| 第2代    | 鄭国順 理学博士   | 1997年10月21日 - 2000年10月20日 |
| 代理校長 | 王茂齡 工学博士   | 2000年10月21日 - 2001年05月30日 |
| 第3代    | 羅仁権 工学博士   | 2001年05月31日 - 2007年05月30日 |
| 代理校長 | 柳金章 工学博士   | 2007年05月31日 - 2008年01月31日 |
| 第4代    | 吳志揚 理学博士   | 2008年02月01日 - 2016年01月31日 |
| 第5代    | 馮展華 工学博士   | 2016年02月01日 - 2024年01月31日 |
| 第6代    | 蔡少正 理学博士   | 2024年02月01日 - 今             |

## 教員
- 言語学博士　戴浩一　文学部大学院言語学研究科　講座教授（台湾言語学の権威、元アメリカオハイオ州立大学の教授だった）
- 法学博士　江義雄　法学部法律学科　教授（元法学部部長、今は立法院立法委員/国会議員）
- 法学博士　李震山　法学部法律学科　非常勤教授（台湾行政法学の権威、元法学部専任教授、今は司法院大法官）
- 文学博士　小野純子　文学部外国文学と言語学科　副教授（校内の日本語語学と文化について講義を担当）
- 法学博士　廖蕙玟　法学部法律学科　副教授（文部省全国優秀教養課程教師賞を受賞）
- 工学博士　呉昇　工学部情報工学科　副教授（GAIS情報検索システムの発明者）
- 工学博士　李俊宏　工学部電気工学科　非常勤助理教授（校内の人工知能基礎教養課程講義を担当）

## 主な出身者
- 曾沛慈 - 歌手、女優
- 林義傑（中国語版、英語版） - ウルトラマラソン 四大極地マラソンの総合王者
- 蘇麗文（中国語版、英語版） - テコンドー 2006年アジア競技大会金メダリスト

## TCUS-台湾総合大学システム
Taiwan Comprehensive University System：
- 国立中正大学、有名な法学とスポーツ科学
- 国立成功大学、有名な工学と医学
- 国立中山大学、有名な海洋学と社会科学
- 国立中興大学、有名な農学

## 日本の大学との交流協定
- 東京大学
- 北海道大学
- 東北大学
- 中央大学
- 東京都立大学
- 名古屋大学
- 大阪大学
- 広島大学
- 岡山大学
- 常磐大学
- 同志社大学
- 千葉商科大学
- 香川大学
- 龍谷大学
- 山口県立大学
- 北海学園札幌高等学校

## 交通アクセス
民雄キャンパス（本部）
- 最寄駅:台鉄 民雄駅（徒歩約1時間）

| 事業者       | 系統 | 行き先                    | 停留所   |
| ------------ | ---- | ------------------------- | -------- |
| 嘉義県公車処 | 102  | 嘉義 - 松仔脚             | 中正大鎮 |
| 嘉義県公車処 | 106  | 嘉義駅-高鉄嘉義駅(新幹線) | 中正大学 |
| 嘉義県公車処 | 7306 | 民雄 - 梅山               | 中正大学 |
| 嘉義県公車処 | 7309 | 嘉義駅 - 中正大学         | 中正大学 |
| 統聯客運     | 7005 | 民雄 - 台北               | 中正大学 |

清江学習中心(嘉義市西区）
- 最寄駅:嘉義駅

| 事業者   | 系統 | 行き先                            | 停留所 |
| -------- | ---- | --------------------------------- | ------ |
| 嘉義客運 | 7207 | 嘉義駅（中山ターミナル） - 塩水   | 新庄   |
| 嘉義客運 | 7208 | 嘉義駅（中山ターミナル） - 塩水   | 新庄   |
| 嘉義客運 | 7213 | 嘉義駅（中山ターミナル） - 樹林頭 | 新庄   |